# Плецька-Домброва
Плецька-Домброва (пол. Plecka Dąbrowa) — село в Польщі, у гміні Бедльно Кутновського повіту Лодзинського воєводства.
Населення — 310 осіб (2011).
У 1975-1998 роках село належало до Плоцького воєводства.

## Демографія
Демографічна структура станом на 31 березня 2011 року:
|          | Загалом | Допрацездатний вік | Працездатний вік | Постпрацездатний вік |
| -------- | ------- | ------------------ | ---------------- | -------------------- |
| Чоловіки | 152     | 25                 | 103              | 24                   |
| Жінки    | 158     | 26                 | 87               | 45                   |
| Разом    | 310     | 51                 | 190              | 69                   |